# جامع الصالحين (الأنبار)
جامع الصالحين من مساجد العراق الحديثة، ويقع  قرب بدالة سجاريه، في قضاء الرمادي في محافظة الأنبار، وتم بناءه في عام 1417هـ/1997م، على نفقة المحسنين (أولاد سليمان عنتر)، وتبلغ مساحتهُ 1600 متر مربع، ويحتوي الحرم على مصلى يتسع لأكثر من 800 مصل، وتعلو الحرم مئذنة موضوعة على برج من الحديد، وتقام في المسجد صلاة الجمعة وصلاة العيدين والصلوات الخمس.
ومن مرفقات الجامع قاعة كبيرة وغرفتين مخصصة للإمام والخطيب، ويحيط مبنى الحرم ساحة وحديقة واسعة. 
وتم ترميم الجامع عام 2009م.
‌